# قنديل بحر
قنديل البحر هو حيوان بحري من الرخويات يصنف في شعبة اللاسعات.شكله عبارة عن قرص شفاف، قوامه هلامي وله أطراف طويلة رفيعة تسمى «لوامس»؛ وهو بسيط غير معقد بحيث لا يحتوي على رأس أو نظام هضمي طبيعي أو أعضاء تركيبية يتبع اللافقاريات، ولا معدة، فالأمعاء هي التي تستقبل الطعام. يشكل الماء نسبة عالية من جسمه لما يصل إلى حوالي 95% من وزنه وبه بعض الأعضاء، وفتحه فمه بالوسط وله العديد من اللوامس أو المجسات الحسية. يتحرك في الماء بانقباض جسمه ثم فرده حركة حرة ولوامسه وتساعده حركة التيار المائي في الانتقال لمسافات بعيدة.
قنديل البحر من أقدم الحيوانات الموجودة على الأرض فهو يوجد منذ أكثر من 500 مليون سنة، وربما 700 مليون سنة أو أكثر، مما يجعلها من أقدم الكائنات الحيوانية.
توجد منه أنواع كثيرة منها ما يعيش في البحار ومنها ما يعيش في أعماق البحار عند عمق نحو 3000 متر.

## غذاؤه
يتغذى بشكل عام على بيوض ويرقات الأسماك كما أنه يتغذى على الهائمات الأخرى من العوالق البحرية الحيوانية. وفي العادة يظهر في فترات الصيف نظراً لوفرة الغذاء كما أنه يعتبر غذاء لبعض الكائنات الأخرى مثل السلاحف البحرية وبعض الأنواع القليلة من الأسماك. ويعتبر من أكثر الكائنات سمية.

## حجمه

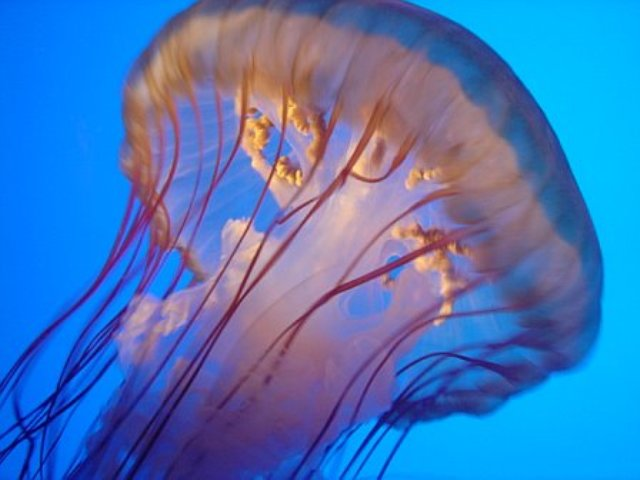
قنديل البحر.

تتراوح أحجام هذا الكائن حسب الأنواع حيث أن أصغر الأنواع لا يزيد عن بضع سنتيمترات ولكن قد تتجاوز اللوامس الطويلة لأكبر أنواعه
4 متر.

## سمية
بعض أنواع هذا الكائن عالية السمية بحيث تستطيع القضاء على حياة الإنسان في دقائق والتي تسجل تواجدها قبالة سواحل أستراليا وبعض المناطق من العالم والكثير منها تؤثر في اصابة جلد الإنسان بالحساسية.

## تكاثر

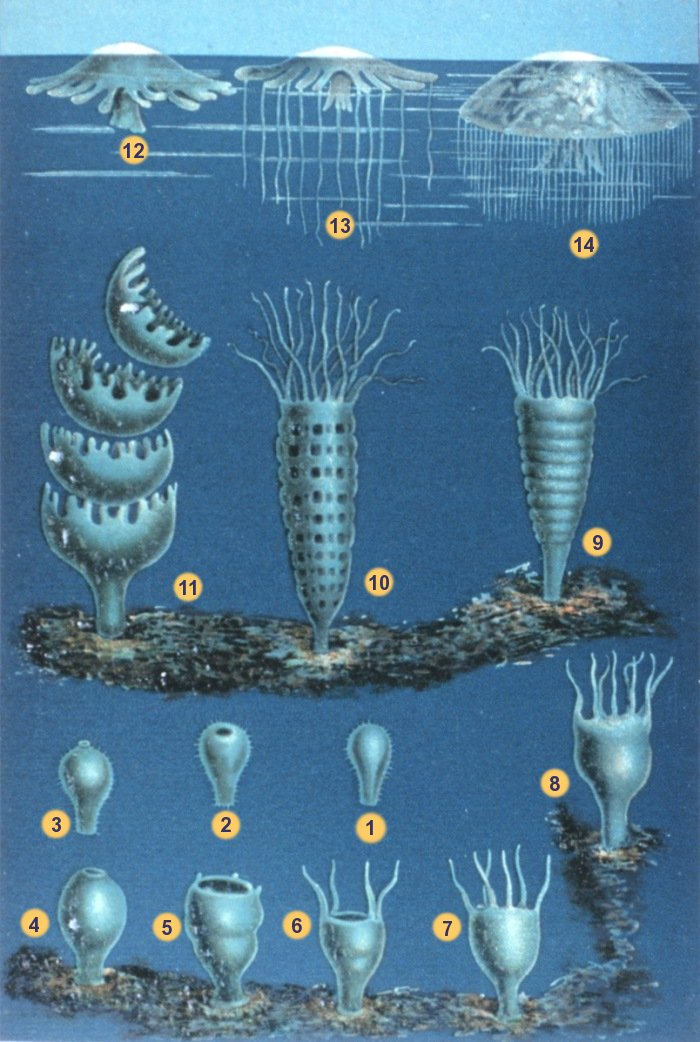
دورة حياة الفنجانيات:
1–8: التصاق اليرقة والتحول إلى بوليب ينمو
9–11: انحسار جسم البوليب والانفصال عن القاعدة
12–14: تحول البوليب إلى قنديل كامل

تتكاثر اللاسعات في العادة بوضع البيض، حيث يضع بيضه الذي يسبح في الماء حتى يصل إلى موقع ثابت يساعده على الالتصاق. وينمو حتى يصبح بوليب. ويظل ينمو حتى يفقس في جماعات، وينفصل عن الأرضية الثابتة ويتحرك مكملاً مراحل عمره عائما في الماء ثم يموت.

## قنديل عملاق
تم اكتشاف نوع عملاق جديد في أوائل سنة 2014 في شرق المحيط الهادي اسمه العلمي Chrysaora achloyos من اليونانية معنى الضباب -الظلام والغموض - إشارة إلى لونه الداكن والشكل النادر - الرأس ناعم داكن اللون واللوامس وردية خفيفة تمتد إلى 20 قدماً ويتواجد بكثرة في المغرب وخصوصاً شمال المغرب.

## وصلات خارجية
- الموسوعة العربية
- صور قنديل البحر من ناشيونال جيوغرافيك العربية